# Svenska inomhusmästerskapen i friidrott 2006
Svenska inomhusmästerskapen i friidrott 2006 var uppdelat i  
- Stora Inne-SM den 25 och 26 februari i Sätrahallen i Stockholm samt
- Inne-SM Mångkamp den 11 och 12 mars i Rosvalla i Nyköping, arrangörsklubb Nyköpings BIS

Tävlingen var det 41:a svenska inomhusmästerskapet.

## Medaljörer, resultat

### Herrar
| Gren                 | Guld            | Guld            | Guld    | Silver            | Silver       | Silver  | Brons               | Brons            | Brons   |
| 60 meter             | Daniel Persson  | Malmö AI        | 6,73    | Edmund Yeboah     | Hässelby SK  | 6,82    | Per Strandquist     | Malmö AI         | 6.85    |
| 200 meter            | Johan Wissman   | IFK Helsingborg | 20,89   | Per Strandquist   | Malmö AI     | 21,75   | Alexander Nordkvist | Huddinge AIS     | 21,92   |
| 400 meter            | Andreas Mokdasi | Hässelby SK     | 47,57   | Mattias Claesson  | Hässelby SK  | 47,65   | Joni Jaako          | Tjalve GoIF      | 47,71   |
| 800 meter            | Rickard Pell    | Hammarby IF     | 1:51,08 | Fredrik Karlsson  | Hammarby IF  | 1:51,46 | Albin Johansson     | Hässelby SK      | 1:51,50 |
| 1 500 meter          | Rizak Dirshe    | Malmö AI        | 3:55,42 | John Laselle      | Turebergs FK | 3:56,73 | Philip Aagaard      | Spårvägens FK    | 4:00,63 |
| 3 000 meter          | Mustafa Mohamed | Hälle IF        | 8:09,17 | Henrik Ahnström   | Hälle IF     | 8:13,64 | Per Jacobsen        | IF Göta          | 8:13,91 |
| 60 meter häck        | Philip Nossmy   | Malmö AI        | 7,85    | Joakim Blaschke   | KA2 IF       | 7,96    | Rafael Askros       | Ullevi FK        | 8,16    |
| Höjdhopp             | Stefan Holm     | Kils AIK        | 2,29    | Linus Thörnblad   | IFK Lund     | 2,25    | Oscar Karlsson      | Alingsås IF      | 2,11    |
| Stavhopp             | Alhaji Jeng     | Örgryte IS      | 5,51    | Fredrik Skoglund  | IFK Lidingö  | 5,30    | Gustaf Hultgren     | Örgryte IS       | 5,30    |
| Längdhopp            | David Frykholm  | IF Göta         | 7,52    | Cristian Antivilo | Hässelby SK  | 7,32    | Anders Hansson      | Heleneholms IF   | 7,28    |
| Tresteg              | Erik Eriksson   | Örbyhus IF      | 15,73   | Johan Attersand   | Hammarby IF  | 15,26   | Martin Eriksson     | Örgryte IS       | 15,24   |
| Kula                 | Jimmy Nordin    | Gefle IF        | 18,95   | Mats Olsson       | Järvsö IF    | 16,19   | Vittorio Gabrielli  | Råby-Rekarne FIF | 16,11   |
| Viktkastning 18,0 kg | Bengt Johansson | Västerås FK     | 18,79   | Robert Alneroth   | Gefle IF     | 17,55   | Sören Olsson        | IF Göta          | 14,66   |
| Sjukamp              | Erik Larsson    | Gotländsk FI    | 5 416   | Daniel Almgren    | Hässelby SK  | 5 396   | Rajne Svenssohn     | IF Göta          | 5 195   |

### Damer
| Gren                 | Guld                      | Guld            | Guld    | Silver             | Silver        | Silver  | Brons                    | Brons           | Brons   |
| 60 meter             | Emma Rienas               | IF Göta         | 7,48    | Stina Smibacker    | IFK Växjö     | 7,58    | Emma Björkman            | IF Göta         | 7,59    |
| 200 meter            | Anneli Melin              | IFK Helsingborg | 25,08   | Gladys Bamane      | Spårvägens FK | 25,16   | Elin Backman             | IFK Helsingborg | 25,44   |
| 400 meter            | Ellinor Stuhrmann         | Tjalve GoIF     | 55,74   | Ulrika Johansson   | IFK Växjö     | 55,96   | Emma Agerbjer            | Söderhamns IF   | 56,01   |
| 800 meter            | Louise Fredriksson        | IF Göta         | 2:09,01 | Carolina Nylén     | Täby IS       | 2:09,02 | Charlotte Schönbeck      | IFK Lidingö     | 2:09,49 |
| 1 500 meter          | Kajsa Haglund             | Hässelby SK     | 4:24,30 | Flo Jonsson        | Spårvägens FK | 4:26,10 | Annika Gerner            | Spårvägens FK   | 4:26,99 |
| 3 000 meter          | Ulrika Johansson (Flodin) | Rånäs 4H        | 9:40,73 | Flo Jonsson        | Spårvägens FK | 9:41,70 | Anneli Fransson          | Rånäs 4H        | 9:46,46 |
| 60 meter häck        | Susanna Kallur            | Falu IK         | 8,04    | Jenny Kallur       | Falu IK       | 8,33    | Daniela Lincoln-Saavedra | Malmö AI        | 8,50    |
| Höjdhopp             | Emma Green                | Örgryte IS      | 1,94    | Ebba Jungmark      | Mölndals AIK  | 1,84    | Jenny Isgren             | Spårvägens FK   | 1,84    |
| Stavhopp             | Linda Persson (Berglund)  | IFK Växjö       | 4,19    | Hanna-Mia Persson  | Örgryte IS    | 4,19    | Maria Rendin             | Örgryte IS      | 3,87    |
| Längdhopp            | Daniela Lincoln-Saavedra  | Malmö AI        | 6,17    | Emma Björkmann     | IF Göta       | 6,09    | Sara Brankell            | Mölndals AIK    | 6,08    |
| Tresteg              | Camilla Johansson         | IFK Växjö       | 13,90   | Emma Green         | Örgryte IS    | 13,69   | Sara Brankell            | Mölndals AIK    | 13,06   |
| Kula                 | Helena Engman             | Riviera FI      | 15,91   | Catarina Andersson | Hässelby SK   | 15,78   | Linda-Marie Mårtensson   | Hässelby SK     | 15,64   |
| Viktkastning 10,0 kg | Anna Söderberg            | Ullevi FK       | 17,49   | Marie Hilmersson   | Falu IK       | 16,59   | Karolina Pedersen        | Ullevi FK       | 15,72   |
| Femkamp              | Jessica Samuelsson        | Hässelby SK     | 4 264   | Lina Quick         | Gefle IF      | 3 637   | Ellinore Hallin          | Enköpings AI    | 3 589   |

### Fotnoter
1. 1 2 3 4 5 6 7 8 9 10 11 12 13  ”Stora inne-SM 2006 herrar, resultat” (html). friidrott.stockholm.se. http://www.friidrott.stockholm.se/ism2006/resultat/f_man_resultat.html. Läst 6 april 2015.
2. 1 2  ”SM mångkamp 2006 , resultat” (html). nbisfri.se. Arkiverad från originalet den 28 november 2016. https://web.archive.org/web/20161128051826/http://nbisfri.se/resultat/2006/060312ism.html. Läst 6 april 2015.
3. 1 2 3 4 5 6 7 8 9 10 11 12 13  ”Stora inne-SM 2006 damer , resultat” (html). friidrott.stockholm.se. http://www.friidrott.stockholm.se/ism2006/resultat/f_kvinnor_resultat.html. Läst 6 april 2015.